# Katholieke Universiteit Leuven
La Katholieke Universiteit Leuven, o semplicemente KU Leuven, è una prestigiosa università di lingua olandese situata nelle Fiandre, in Belgio.
L'Università cattolica fu fondata nel 1834 a Malines e poi trasferita nel centro storico di Lovanio nel 1835.
Nel 1968, dopo il "caso Lovanio", l'università è stata divisa in due atenei distinti, la Katholieke Universiteit Leuven, di lingua fiamminga-olandese, situata a Lovanio, e l'omologa Université catholique de Louvain (UCLouvain), di lingua francese, che ha spostato la propria sede a Louvain-la-Neuve.
Mentre oggigiorno viene utilizzato solo il nome acronimico KU Leuven, il nome legale dell'università è Katholieke Universiteit Leuven, ufficialmente Katholieke Universiteit te Leuven, che in italiano si traduce come "Università cattolica di Lovanio". Tuttavia, il nome acronimico non viene tradotto nelle comunicazioni ufficiali.
La Biblioteca Maurits Sabbe è la biblioteca di ricerca della Facoltà di studi religiosi della Katholieke Universiteit; è una biblioteca di rilevanza storica. Secondo l'American Theological Library Association, è la più grande biblioteca teologica del mondo con più di 100.000 visitatori all'anno .

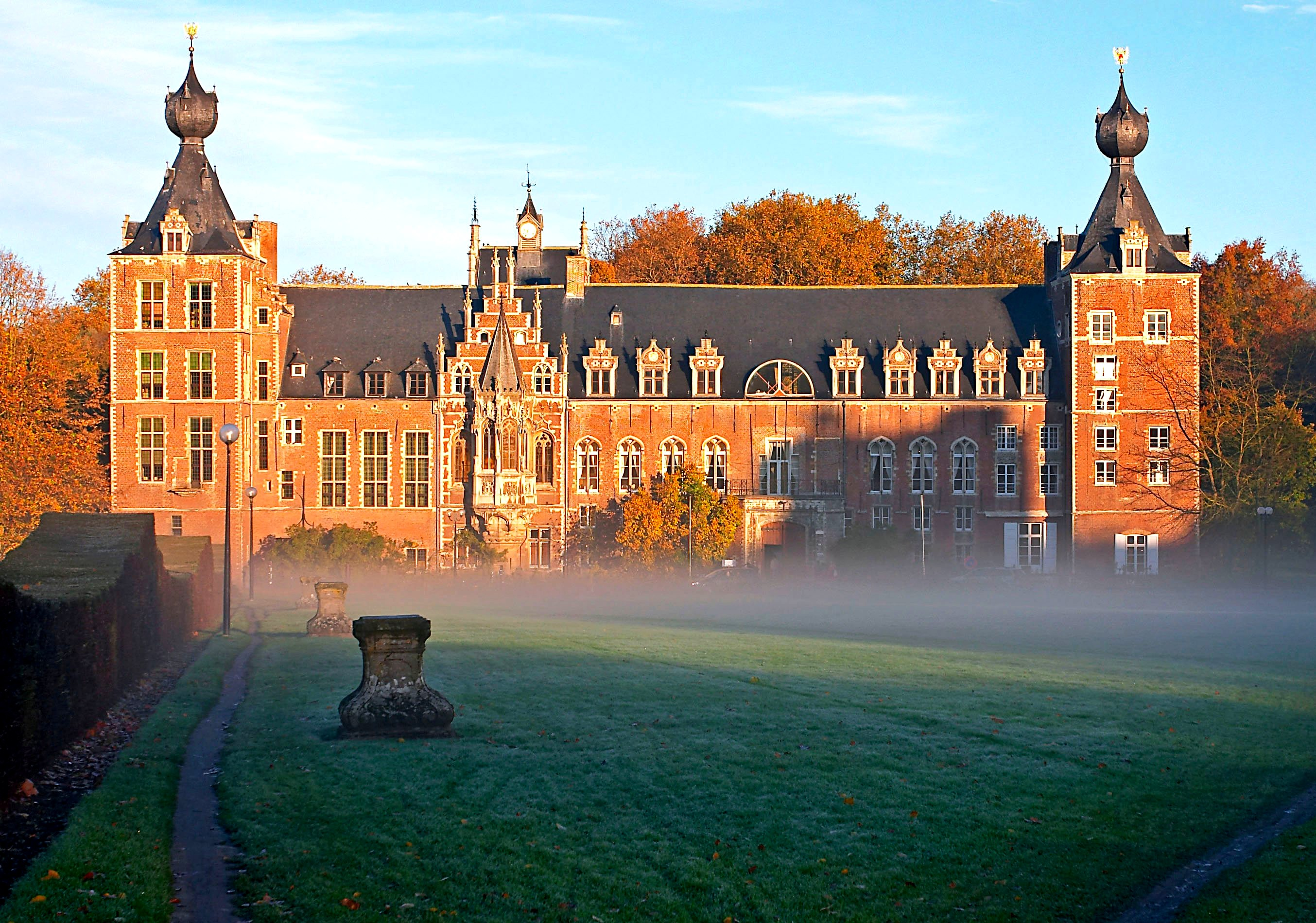
Il Castello di Arenberg, di proprietà dell'ateneo.